# Eksem
Eksem är en icke smittsam hudsjukdom som orsakas av nedsatt barriärfunktion och inflammation i överhuden. Eksem är en så kallad dermatit, och begreppet eksem används om flertalet hudutslag som karakteriseras av rodnad, svullnad, klåda och torrhet, och eventuell skorpbildning, blåsbildning, fjällning, bristningar och blödningar. Läkta sår kan ibland få en avvikande färg, men ärrbildning är sällsynt.

## Symptom
Eksemet yttrar sig ofta med symptom som klåda, rodnad, blåsor eller fjällning.

## Indelning
Eksem indelas oftast i dessa olika typer:
- Kontakteksem (kontaktdermatit): Finns i två former: allergisk som resulterat i en immunreaktion (cellförmedlad allergi) mot ett allergen som kan vara nickel eller liknande, samt irriterande kontakteksem som är ett resultat av direktkontakt med någon form av irriterande ämne. Vissa substanser är både allergen och irriterande (t.ex. våt cement). Omkring tre fjärdedelar av alla kontakteksem är irriterande, som även är den vanligast yrkesrelaterade hudsjukdomen. Ett kontakteksem är reversibelt under förutsättning att det skadliga ämnet kan undvikas och avlägsnas från individens miljö.
- Atopiskt eksem (böjveckseksem, atopisk dermatit): Atopiska eksem är en kronisk hudsjukdom som är genetiskt betingad. Den anses alltså ha en ärftlig komponent och är vanlig i vissa familjer där individer även har astma och hösnuva. Utslag med klåda är särskilt förekommande i ansiktet, hårbotten, nacke, armveck, knäveck och baktill. Atopiskt eksem hör genetiskt ihop med IgE-förmedlade allergiska sjukdomar som astma och allergisk rinit.
- Exfoliativ dermatit: Förknippad med hår- och nagelavfall, förgrovad ytterhud på handflator och fotsulor samt klåda.
- Dermatitis herpetiformis: En ovanlig form av hudinflammation med klåda och variga blåsor orsakad av celiaki.
- Perioral dermatit: Knottriga utslag runt munnen som övergår i blåsor och fjälliga rodnader. Förekommer framförallt hos yngre kvinnor.
- Seborroisk dermatit: Dermatit på hårbotten.
- Intertrigo: En ytlig hudinflammation på hudytor som står i kontakt med varandra, till exempel skinkor, armhålor, tår. En vanlig orsak är fetma.

## Behandling
Eksem behandlas ofta med kortikosteroider (till exempel hydrokortison) och underhålls med mjukgörande krämer eller salvor. Hudinflammationer torkar ofta ut huden, därför är det av stor vikt att hålla området fuktigt vilket i sin tur kan skynda på läkandeprocessen. Individer med anlag för eksem rekommenderas att undvika allt som torkar ut huden, inklusive vanlig tvål.
Hudinflammationer som eksem behandlas ofta med hjälp av krämer och salvor som innehåller glukokortikoider. För mildare former av eksem kan en svag steroid användas (t.ex. hydrokortison), medan svårare former kräver starkare varianter. Steroider har dessutom många funktioner förutom att dämpa en inflammation vilket gör att individen får biverkningar vid långvarig användning (t.ex. hudförtunning, infektioner orsakade av svamp och bakterier). Steroider ska därför endast användas kortsiktigt när de verkligen behövs.